# Кантон Базел-град
Кантон Базел-град (скраћеница BS, фр. Canton de Bâle-Ville) је кантон на северозападу Швајцарске. Главни град је истоимени град Базел.

## Природне одлике
Овај кантон је смештен у северозападној Швајцарској, на тромеђи са Француском и Немачком. Површина кантона је свега 37 km², и по томе је најмањи кантон у Швајцарској. Подручје кантона Базел-град се поклапа са градским подручјем Базела, са предграђима Бетинген и Рихен. Кроз град протиче река Рајна.

## Историја
Град Базел са њеоговом околином се први пут придружио Швајцарској конфедерацији 1501. г. Међутим, Кантон Базел-провинција издвојио се 1833. г. из постојећег, до тада јединственог кантона.

## Становништво и насеља
Кантон Базел-град је имао 191.057 становника 2010. г.
Званични језик је немачки језик. Странци чине 30,3% становништва, што је највећи постотак међу швајцарским кантонима. У граду има нешто више протестаната (27%), него римокатолика (25%).
Кантон чине 3 општине, тј. насеља:
- Базел, 166.000 - главни град кантона
- Рихен, 22.000
- Бетинген, 2.000

## Привреда
Базел је познат по фармацеутској индустрији и као најзначајнија швајцарска речна лука.

## Галерија слика
- Поглед на подрућје кантона
- Град Базел, седиште кантона
- Насеље Рихен - црква
- Река Рајна у Базелу